# Католическая лига (Франция)
Католи́ческая ли́га (фр. Ligue catholique) — католическая партия во Франции, организованная в 1576 году герцогом Генрихом Гизом. Её создание сильно повлияло на ход событий религиозных войн во Франции.
Поддерживалась папой Сикстом V, иезуитами и Филиппом II Испанским. Целями Лиги были борьба с гугенотами и ограничение централизованной королевской власти феодальной знатью. В конце 1576 года первая Лига, бывшая партией католического духовенства и дворянства, фактически распалась. Затем Лига была восстановлена в 1584 году и просуществовала до 1594 года.

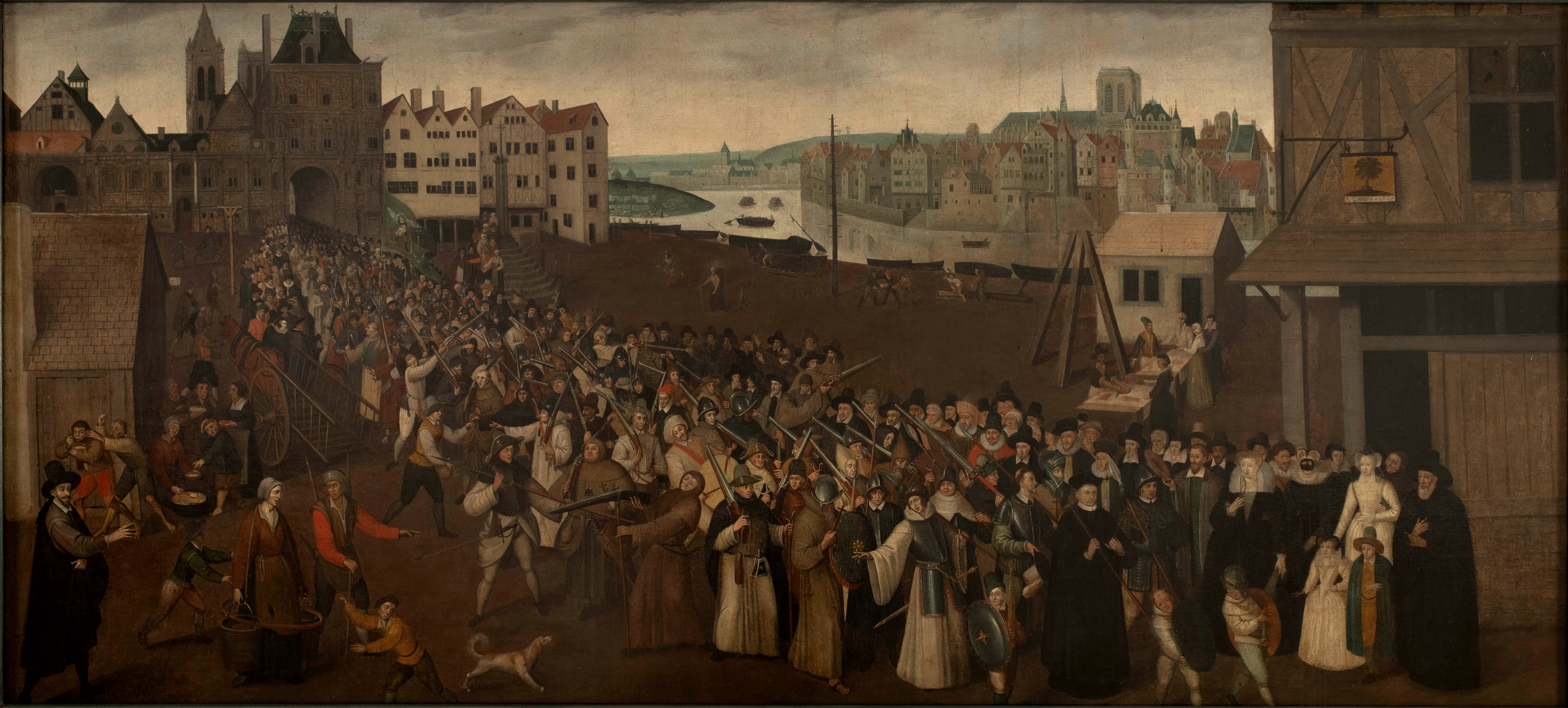
Вооружённая процессия Лиги в Париже, 1590 год. Музей Карнавале

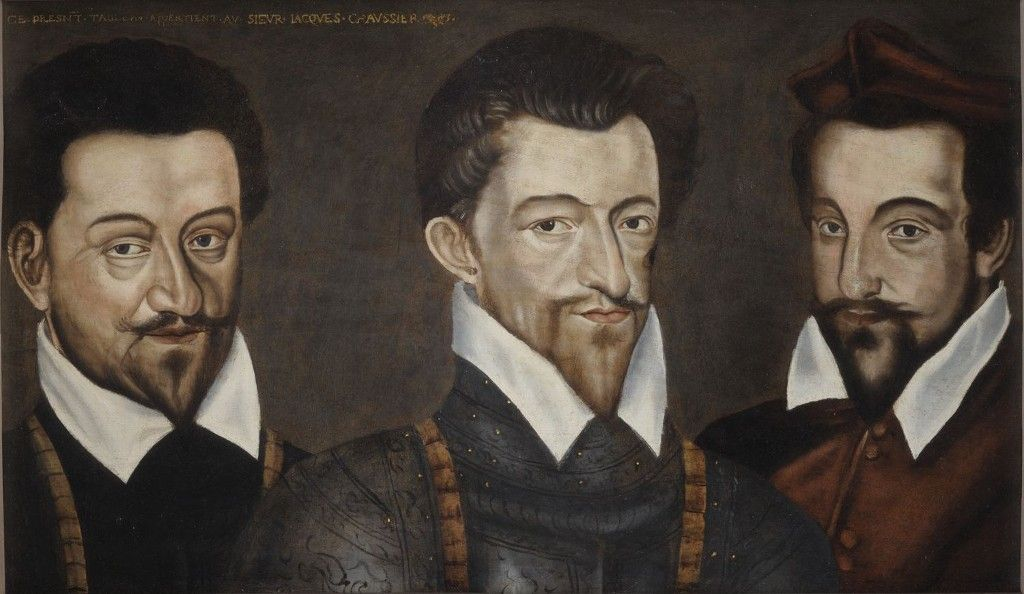
Братья де Гиз: Шарль де Майенн, Анри де Гиз и кардинал Луи де Лоррен (работа неизв. художника XVI в.